# Čmelák lesní
Čmelák lesní (Bombus sylvarum L.) je zástupce čeledi včelovitých. V České republice náleží mezi zákonem chráněné druhy. V protikladu ke svému názvu obývá zásadně otevřené krajiny, nikoli lesy.

## Rozšíření
Čmelák lesní je rozšířen po celé Evropě až do jižní Fenoskandie. Název "čmelák lesní" je zavádějící, protože nežije v lesích. Obývá okraje lesů, parky, zahrady, louky a luční sady, příkopy a náspy. Dává přednost nížinám, ale vyskytuje se i v horách až do nadmořské výšky 1400 m. 

## Vlastnosti
Matka dorůstá 16 mm až 18 mm, za letu vydává ostrý řezavý zvuk.
Zbarvení je méně nápadné v šedém až béžovém tónu. Uprostřed hrudi tmavý terč. Šedý zadeček má na třetím článku zřetelnou tmavou pásku. Na dalších článcích zadečku se střídají šedé a načervenalé proužky. Obě pohlaví jsou zbarvena stejně.  Hnízdo o středním počtu jedinců je budováno mělce pod zemí.
Doba letu královny začíná dubnem, mladí čmeláci létají od konce července a trubci od poloviny července. Letové období trvá do konce října. Hnízda čmeláků lesních se často nacházejí pod zemí v myších hnízdech, ale také nad zemí v bylinném patře, pod trsy trávy apod. Kolonie lesních čmeláků se skládá z 80 až 150 jedinců a královny. 
Patří do druhové skupiny pocket makers, tzn. že při stavbě díla jsou pod larvami budovány zvláštní voskové kapsičky. Dělnice do nich ukládají pyl a med. Larvy nejsou krmeny, ale samy takto nashromážděnou potravu odebírají.

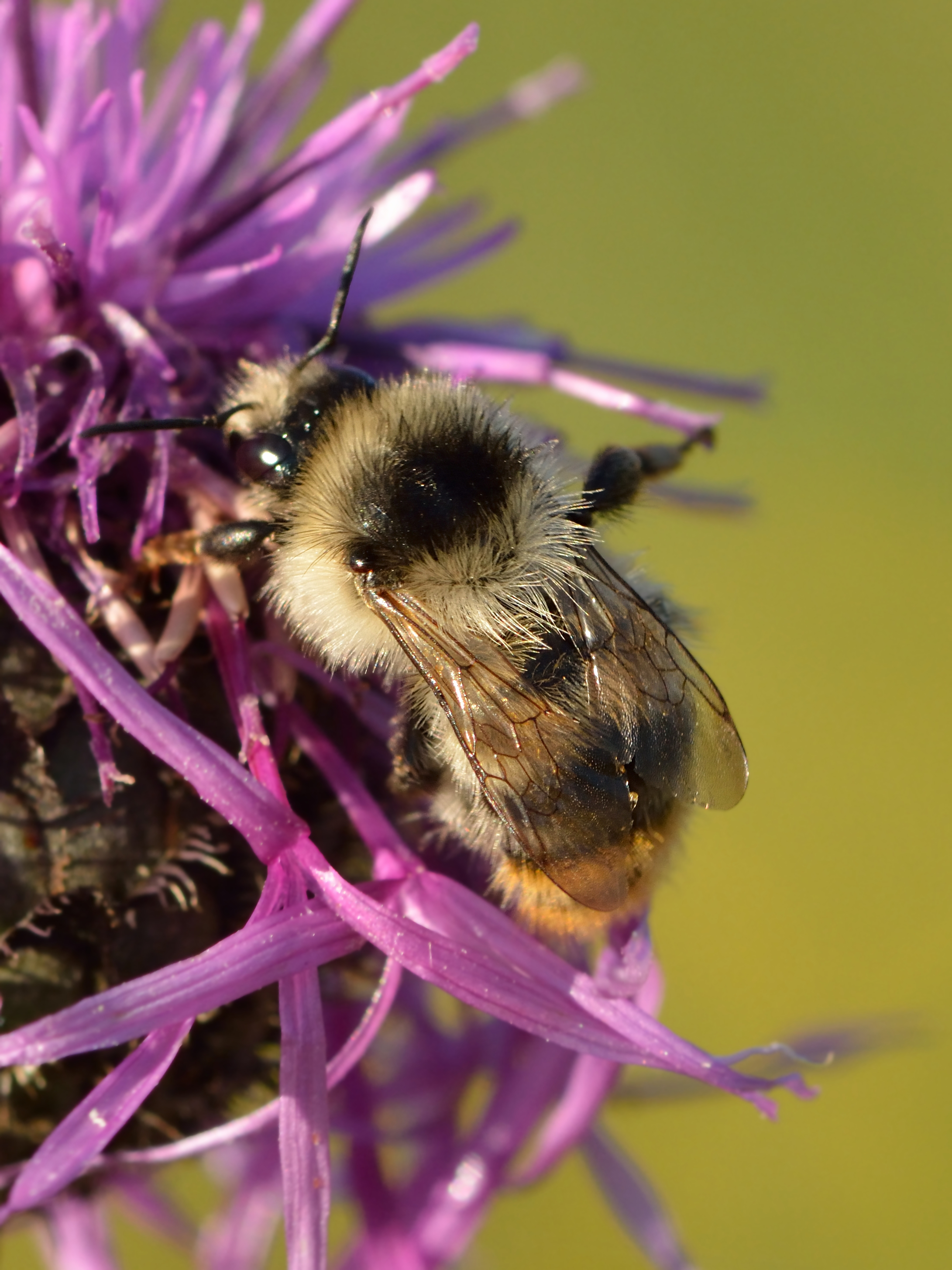
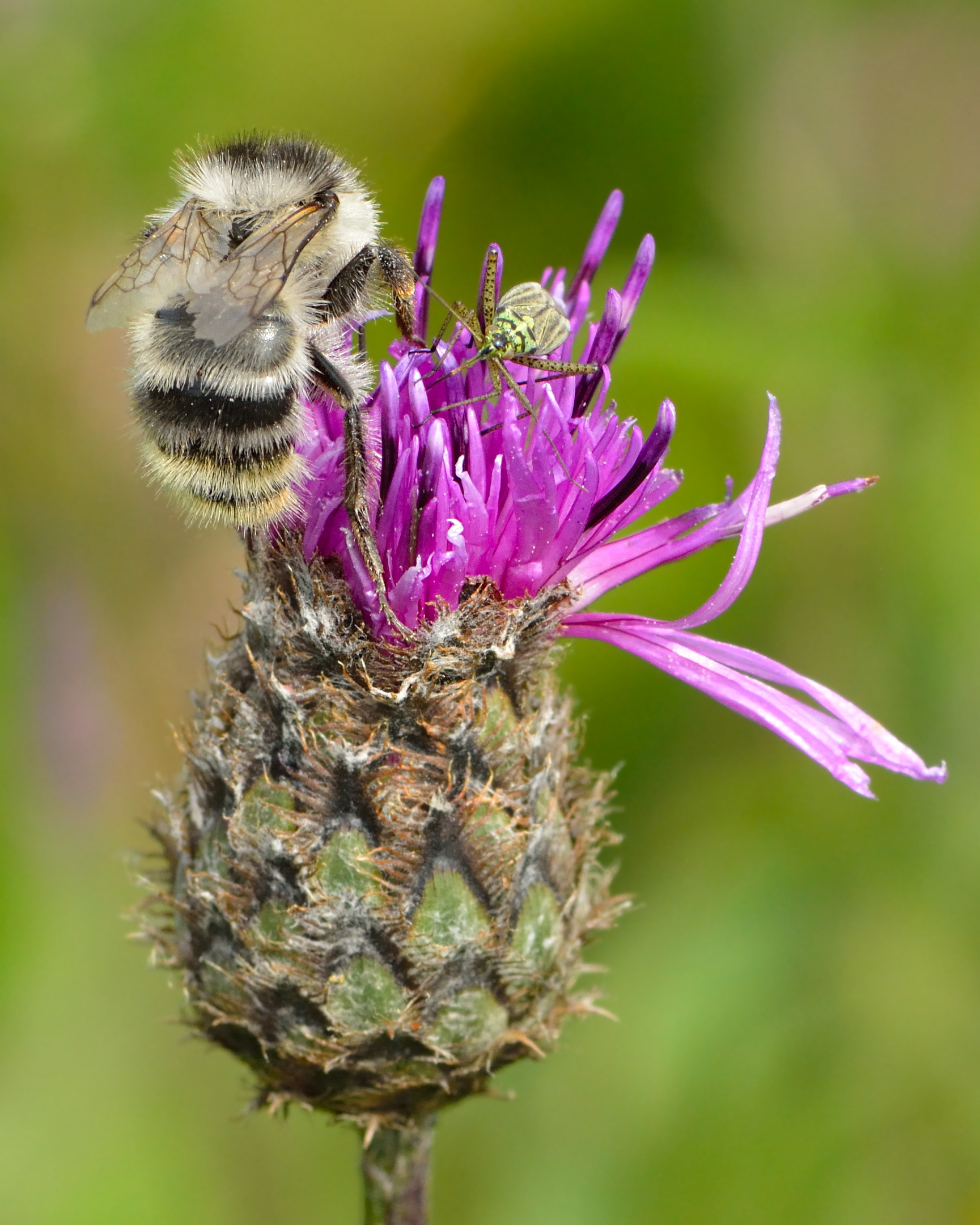
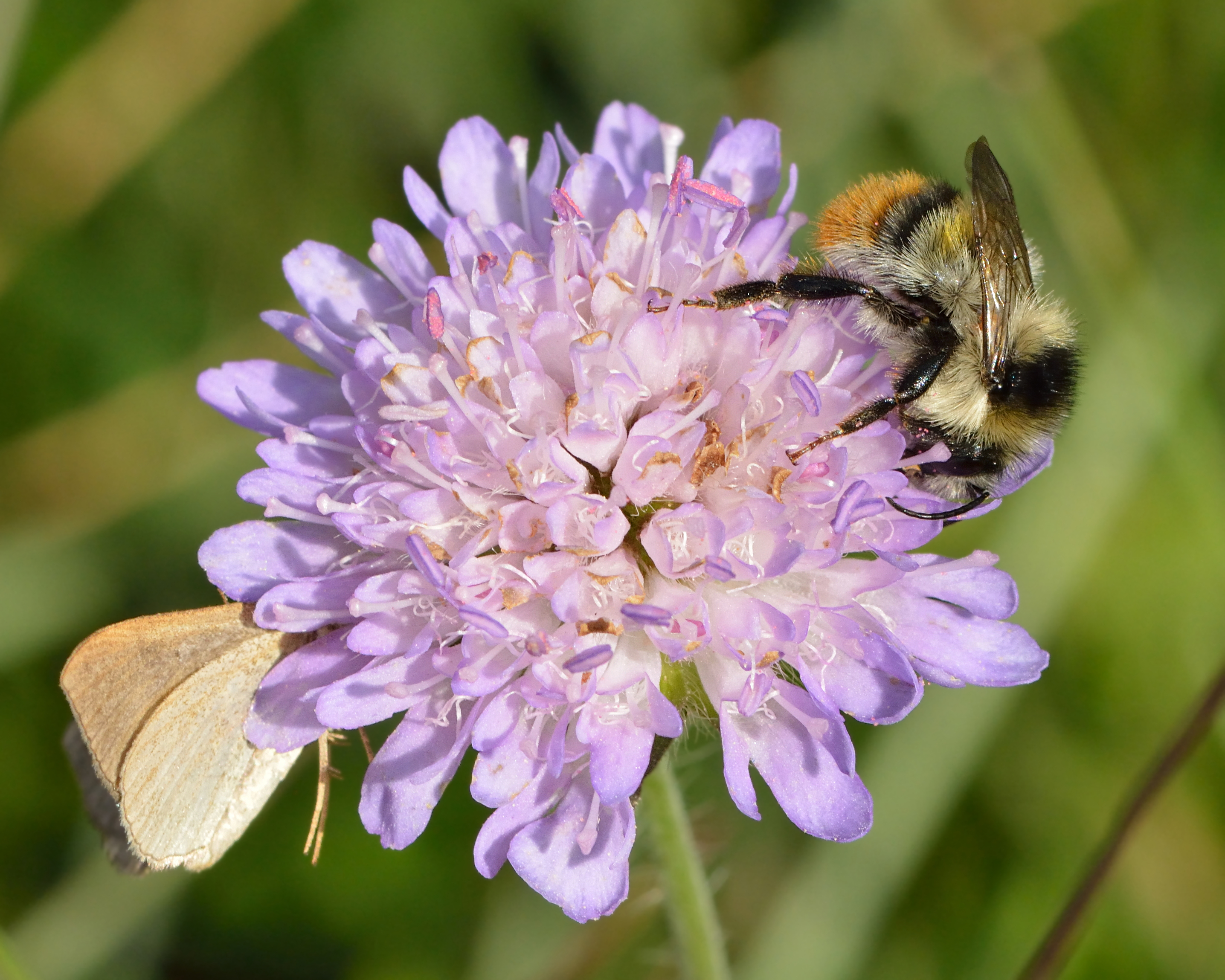
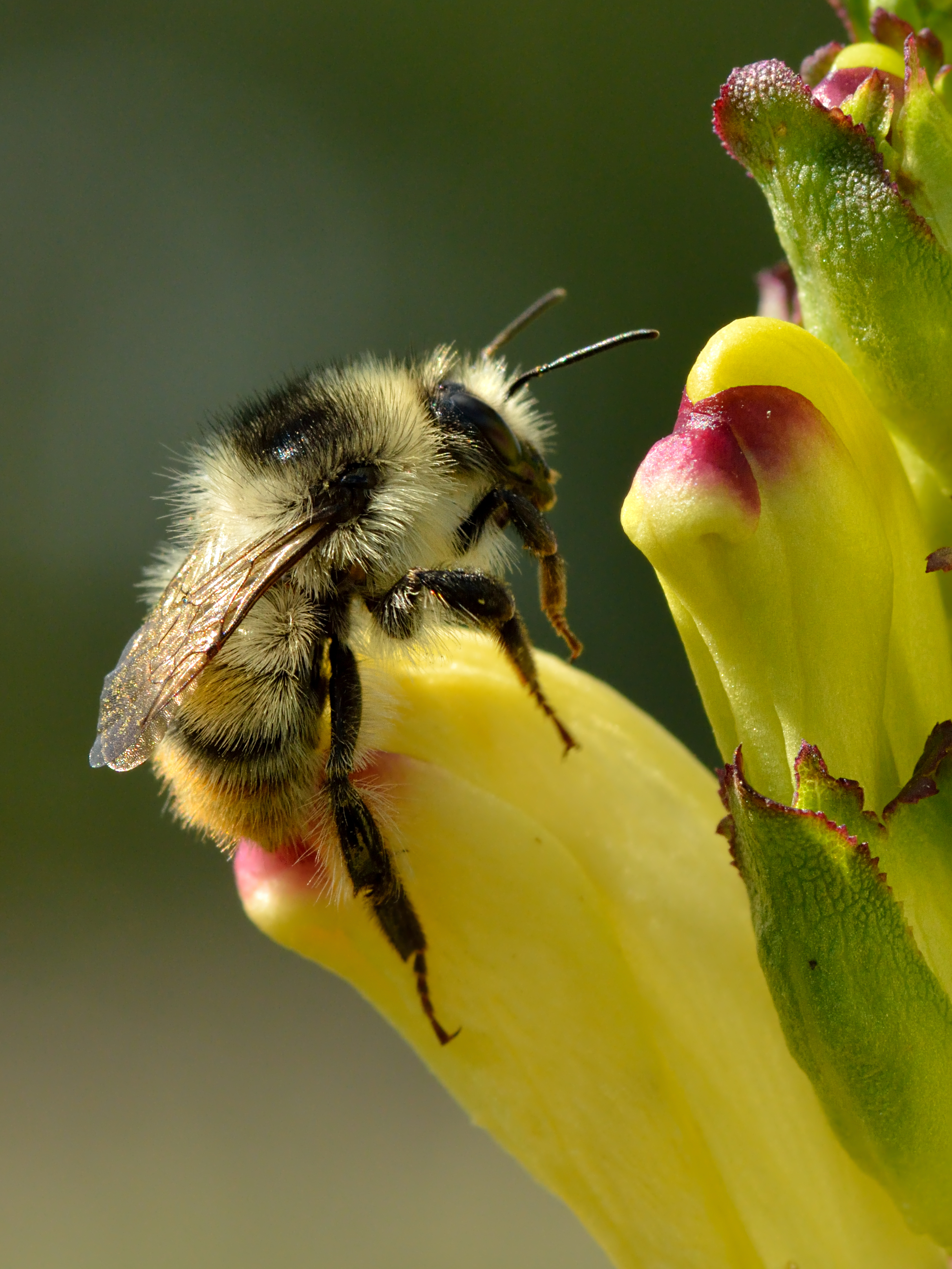